# Ferrari F399
El Ferrari F399 fue el coche con el que la escudería Ferrari compitió en la temporada 1999 de Fórmula 1. El chasis fue diseñado por Rory Byrne, Giorgio Ascanelli, Aldo Costa, Marco Fainello, Willem Toet y Nikolas Tombazis, con Ross Brawn desempeñando un papel vital al liderar la producción del coche como director técnico del equipo y Paolo Martinelli asistido por Giles Simon. liderando el diseño y las operaciones del motor. 
El F399 era casi idéntico al F300 de la temporada anterior, con pequeños cambios en detalles como un nuevo alerón delantero, correas para las ruedas, pontones entallados y un sistema de escape mejorado y el uso de neumáticos Bridgestone con cuatro ranuras en lugar de tres. Inicialmente fue conducido por Michael Schumacher y Eddie Irvine, con Mika Salo sustituyendo a Schumacher cuando se rompió la pierna en Silverstone. Ferrari utilizó logotipos de Marlboro, excepto en los Grandes Premios de Francia, Gran Bretaña y Bélgica. En el Gran Premio de Bélgica, el logo fue reemplazado por "Ferrari Formula One Team". 
Aunque la búsqueda del equipo por ganar su primer título de pilotos desde 1979 se vio interrumpida por la lesión de Schumacher y la mayor velocidad del McLaren MP4/14, lograron hacerse con su primer título de constructores desde 1983. 

## Especificaciones técnicas

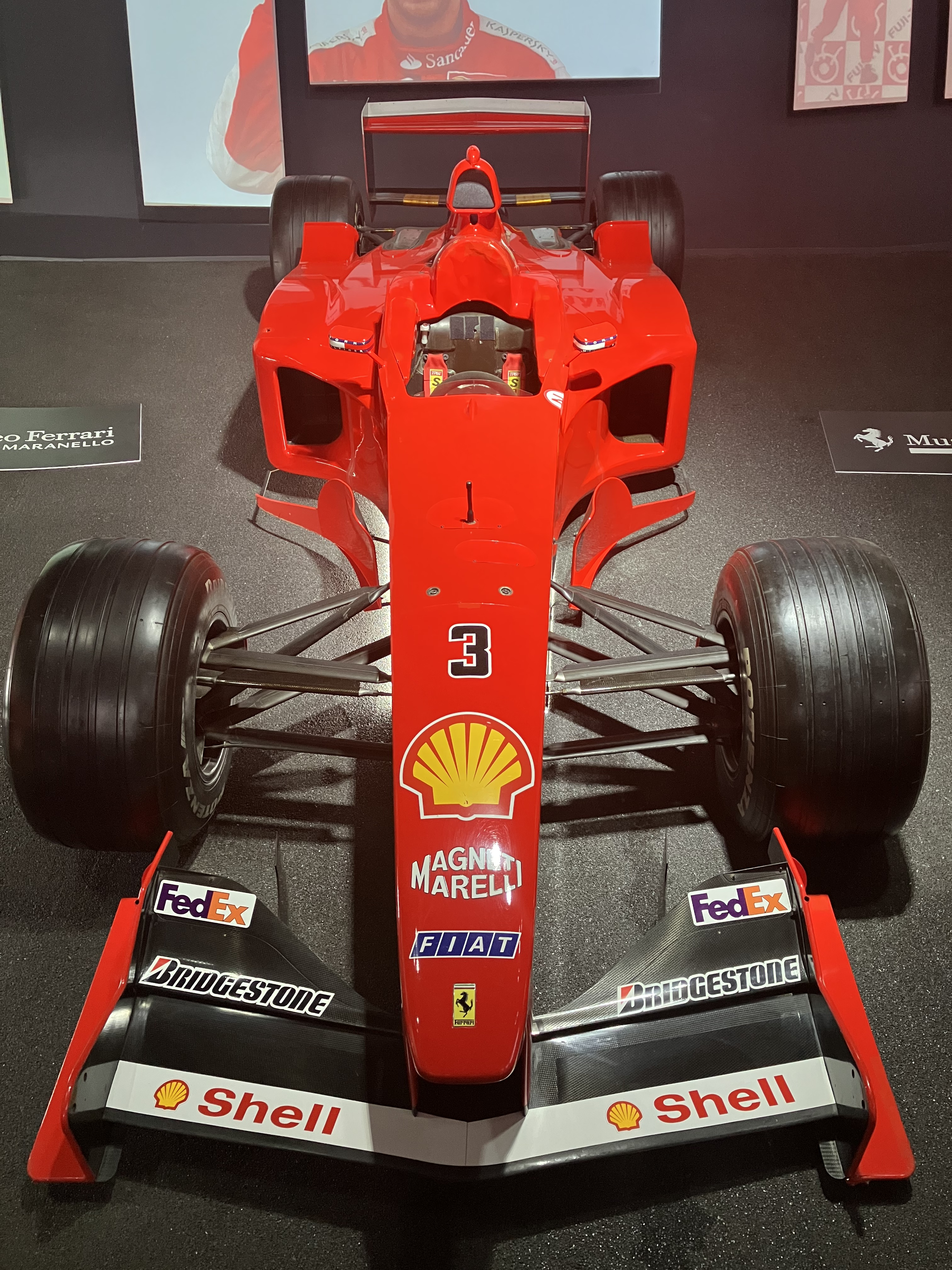
F399 en el Museo Ferrari

El chasis del Ferrari F399 era casi idéntico al de su predecesor, el F300. Tenía una estructura monocasco de panal y fibra de carbono reforzada que podía proteger al conductor de la mayoría de accidentes. El motor tenía un diseño MR (motor central, tracción trasera).
Los cambios con respecto al F300 fueron que el alerón delantero se modificó ligeramente, los pontones se estrecharon y se mejoró el escape para que Ferrari pudiera esforzarse más en su lucha con McLaren.
La suspensión para las zonas delantera y trasera del coche eran los sistemas de suspensión de varilla de empuje/doble horquilla que todavía existen hoy en día en la Fórmula 1. El coche también tiene correas de sujeción en cada rueda para evitar que los neumáticos golpeen la cabeza del conductor, una regulación que todavía se utiliza en la Fórmula 1 hasta el día de hoy.
El Motor es un motor V10 de 3,0 litros y 790 CV (552 kW) fabricado por Ferrari llamado Tipo048/B/C. También lleva una transmisión de 7 cambios que estaba en todos los autos de Fórmula 1 hasta que los equipos comenzaron a usar cajas de cambios con transmisión de 8 cambios desde que comenzó la temporada 2014.
El coche también utilizaba combustible Shell para impulsar su motor, mientras que los neumáticos, que fueron diseñados por Bridgestone, ahora tenían 4 ranuras en los 4 neumáticos en lugar de 3 ranuras en los neumáticos delanteros. Los nuevos neumáticos con cuatro ranuras supusieron un nuevo cambio de reglas para la temporada 1999 en adelante en la era V10 de este deporte. 

## Temporada 1999

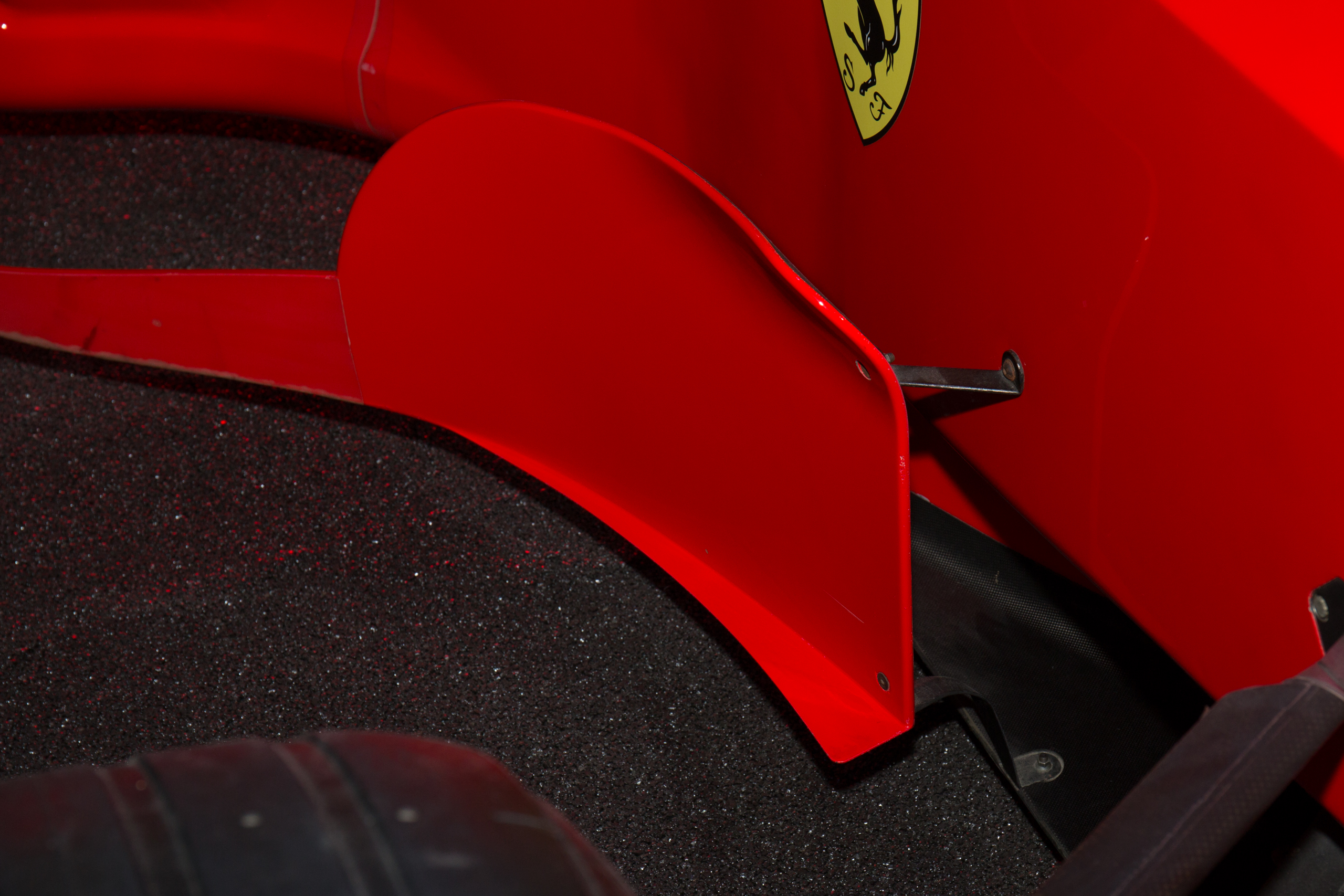
El Bargeboard del Ferrari F399 que resultó controvertido en el Gran Premio inaugural de Malasia de esa temporada.

A principios de temporada, el coche mostró un gran rendimiento: Irvine ganó la primera ronda en Australia, mientras que Schumacher consiguió podios junto con victorias en Imola y Mónaco, lo que convirtió a Ferrari en una seria amenaza para el dúo de McLaren formado por Mika Häkkinen y David Coulthard durante gran parte de 1999. temporada.
Si bien Irvine también lograría victorias consecutivas en Austria y Alemania junto con el Gran Premio inaugural de Malasia, Häkkinen y McLaren habían demostrado una gran consistencia a lo largo de la temporada a pesar de 4 abandonos a lo largo de la temporada. Las aspiraciones de campeonato de Ferrari también sufrieron un duro golpe después de que Schumacher se rompiera la pierna en Silverstone, lo que provocó que Ferrari lo reemplazara brevemente con Mika Salo durante el punto medio de la temporada. Salo tuvo un buen desempeño, dándole la victoria a Irvine en Alemania y terminando tercero en Monza.
El equipo fue excluido brevemente de Malasia después de que los comisarios descubrieran que sus Bargeboards eran ilegales, lo que significa que Häkkinen y McLaren efectivamente recibieron sus respectivos campeonatos por defecto. Sin embargo, Ferrari logró apelar la decisión de la FIA ante los tribunales y ambos pilotos fueron reintegrados posteriormente.

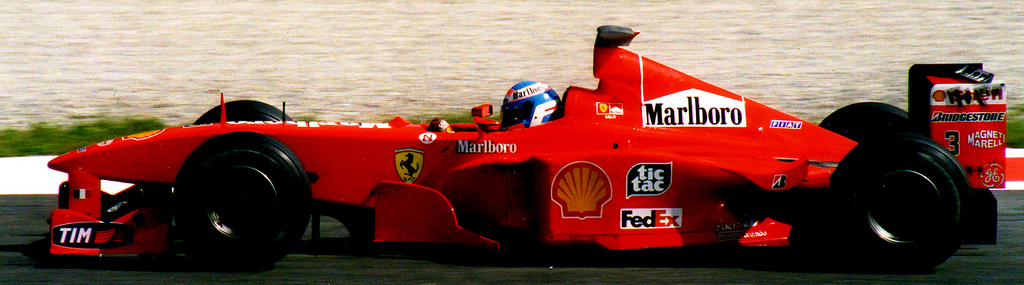
Mika Salo sustituyó a Michael Schumacher durante su lesión de Austria en Nürburgring

Después de que terminó la temporada, Häkkinen se adjudicó el título de pilotos por dos puntos sobre Irvine, mientras que Ferrari se adjudicó el título de constructores por cuatro puntos sobre McLaren.

## Resultados
(Clave) (negrita indica pole position) (cursiva indica vuelta rápida)

| Año     | Motor           | Neu. | N.º | Pilotos            | 1   | 2   | 3   | 4   | 5   | 6   | 7   | 8   | 9   | 10  | 11  | 12  | 13  | 14  | 15  | 16  | Puntos | Pos. |
| ------- | --------------- | ---- | --- | ------------------ | --- | --- | --- | --- | --- | --- | --- | --- | --- | --- | --- | --- | --- | --- | --- | --- | ------ | ---- |
| 1999    | Ferrari 048 V10 | B    |     |                    | AUS | BRA | SMR | MON | ESP | CAN | FRA | GBR | AUT | GER | HUN | BEL | ITA | EUR | MYS | JPN | 128    | 1.º  |
| 1999    | Ferrari 048 V10 | B    | 3   | Michael Schumacher | 8   | 2   | 1   | 1   | 3   | Ret | 5   | Ret |     |     |     |     |     |     | 2   | 2   | 128    | 1.º  |
| 1999    | Ferrari 048 V10 | B    | 3   | Mika Salo          |     |     |     |     |     |     |     |     | 9   | 2   | 12  | 7   | 3   | Ret |     |     | 128    | 1.º  |
| 1999    | Ferrari 048 V10 | B    | 4   | Eddie Irvine       | 1   | 5   | Ret | 2   | 4   | 3   | 6   | 2   | 1   | 1   | 3   | 4   | 6   | 7   | 1   | 3   | 128    | 1.º  |
| Fuente: |                 |      |     |                    |     |     |     |     |     |     |     |     |     |     |     |     |     |     |     |     |        |      |